# Schulek Károly Bogusláv
 Schulek Károly Bogusláv  (Szobotist, 1816. április 22. – Zágráb, 1895. június 20.) evangélikus lelkész, szakfordító.

## Életpályája
Zágrábi publicista. Pozsonyban tanult teológiát és a Szlovák Diákegyesülethez csatlakozott. Azután beteg apját helyettesítette és annak halála után 1838-ban katonaorvos bátyjához a szlavonai Bródba került, hol megtanulta a horvát nyelvet. Nemsokára Zágrábba költözött, ahol híres horvát közíró és Kossuth ellenlábasa lett, magát Boguslav Šuleknek nevezve.
„Šulek Bogusláv és Zec Milos Miškatović különös érdemet szerzett Turgenjev regényeinek mesteri fordításaival, Šulek pedig népszerű könyveivel, minők „A horvát alkotmány”, „Jogaink” és „Népszerű vegytan”. Szerkesztett politikai lapokat és szakfolyóiratokat, és írt egy német-horvát szótárt, a mely ma is egyike a legjobbaknak. Noha roppant termékeny és sokoldalú volt, mégis minden műve derék és jó munka.”
Testvérei, Lajos a teológus és Frigyes Vilmos az aranyműves, mint Pozsonyban nevelt szlovák nacionalisták olyan ellenzői voltak az 1848/49-es magyar szabadságharcnak, hogy Lajost a magyarok bebörtönözték, Frigyes Vilmost pedig Galgócon felakasztották.

## Fontosabb munkái
- ”A horvát alkotmány”
- ”Jogaink”
- ”Népszerű vegytan”
- Deutsch-kroatisches Worterbuch – Njemačko-ilirski rječnik, I. – II. (Záhreb, 1860)
- Hrvatsko-njemačko-talijanski rječnik znanstvenoga nazivlja, I. – II. (Záhreb, 1874/75) Horvát-német-olasz szótár.
- Jugoslavenski imenik bilja, (Záhreb, 1879)

## Album

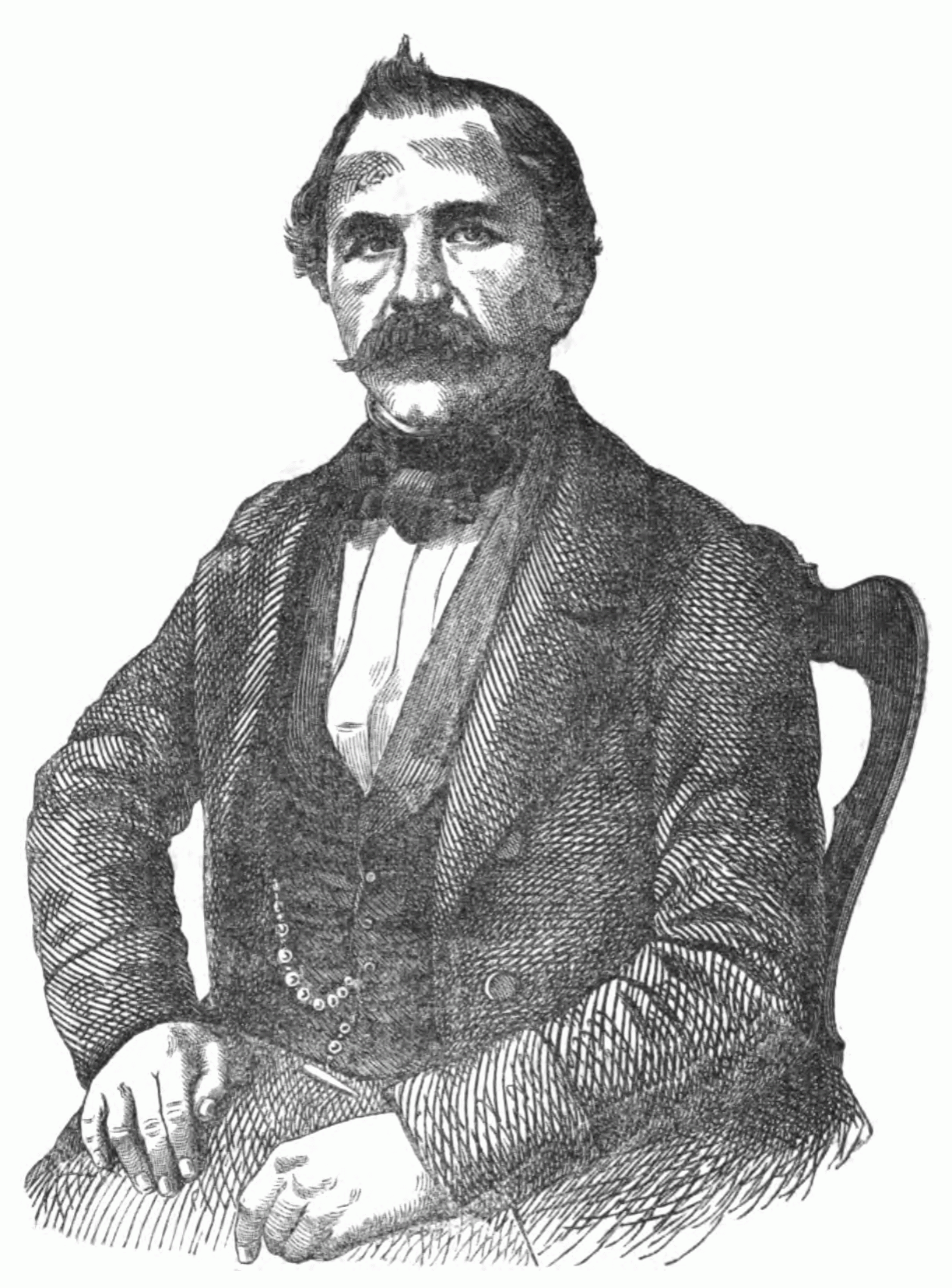
Schulek Károly Bogusláv 1861-ben
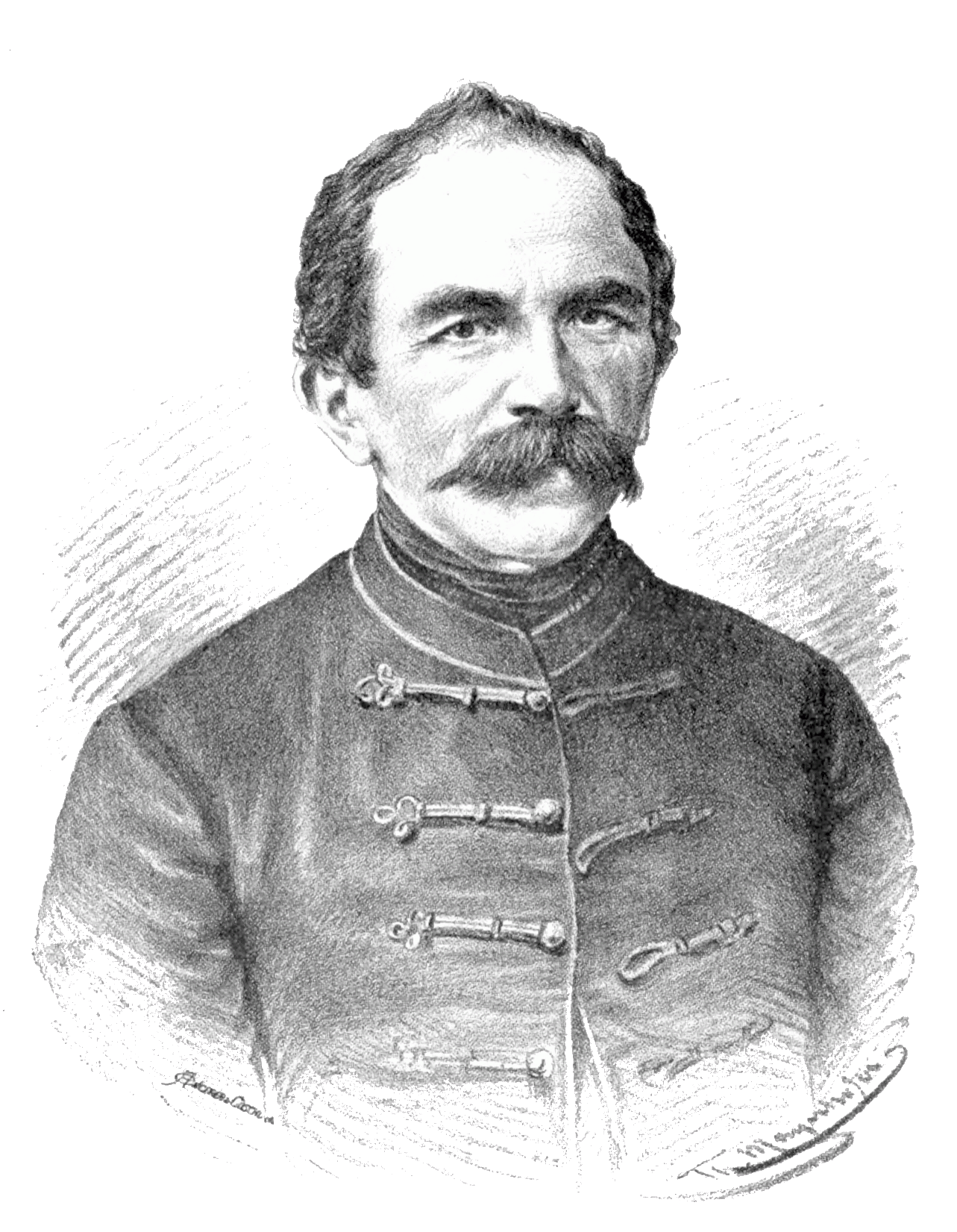
Dr. Bogoslav Šulek 1884-ben
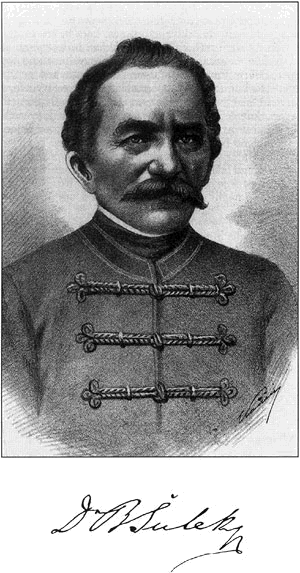
Bogoslav Šulek fényképe 1860 körül
- Šulek, Bogoslav, "Hrvatski ustav ili Konstitucija godine." A Horvát alkotmány, az év alkotmánya1882-ben.
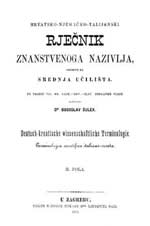
Bogoslav Šulek szótára (Šulekov rječnik) (1874)